# Materiell implikation

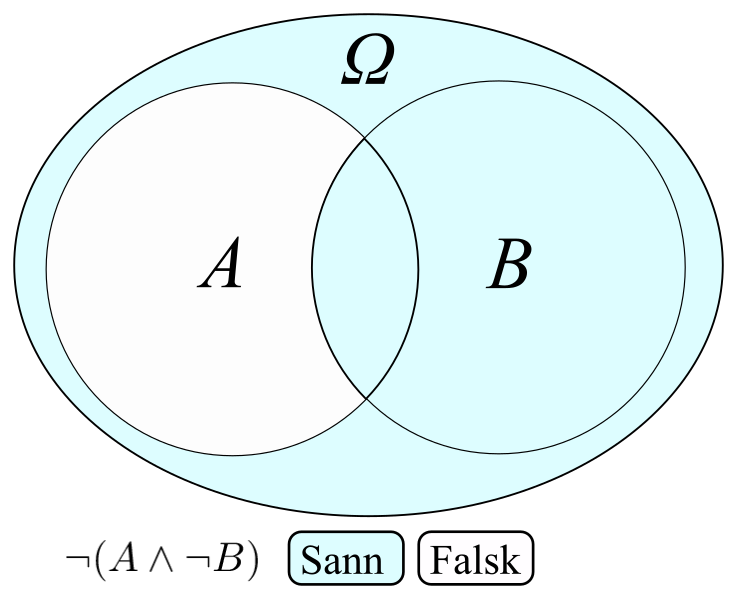
Venndiagram för A → B

Materiell implikation är ett konnektiv inom satslogiken, som oftast betecknas med symbolen →. Med p och q symboliserande påståenden, skall satsen p → q utläsas som: om p, så q. Den skall tolkas som sann, utom då den första satsen är sann och den andra falsk. Den materiella implikationen introducerades av den tyska logikern Gottlob Frege 1879  och kom att användas av såväl Bertrand Russell som de logiska positivisterna.
Innebörden av den materiella implikationen missförstås ofta. Satsen: om p så q, och som skrivs p → q, är inte en implikation i den bemärkelsen, att det skulle råda något logiskt eller kausalt samband mellan p och q. Den kan heller inte tolkas så, att q kan härledas från p. Att en sats materiellt implicerar en annan, betyder inom satslogiken endast,  att det icke är så, att den första satsen är sann och den andra falsk.

## Ekvivalenser
Inom satslogiken är {\displaystyle p\rightarrow q} logiskt ekvivalent med {\displaystyle \neg (p\land \neg q)} och enligt De Morgans lagar med {\displaystyle \neg p\lor q}.

## Sanningsvärdetabell
| {\displaystyle p} | {\displaystyle q} | {\displaystyle p\rightarrow q} |
| ----------------- | ----------------- | ------------------------------ |
| F                 | F                 | S                              |
| F                 | S                 | S                              |
| S                 | F                 | F                              |
| S                 | S                 | S                              |

## Exempel
Med satserna p och q, där p är: Min klocka går rätt och q är: Tåget är försenat, kan man bilda satsen:
p → q, vilken utläses: Om min klocka går rätt, så är tåget försenat.
Satsen är falsk endast då det är sant, att klockan går rätt och att tåget inte är försenat.